# Reich des Bösen
Der Ausdruck Reich des Bösen (engl.: evil empire) ist eine vom ehemaligen US-Präsidenten Ronald Reagan und von US-amerikanischen Konservativen geprägte Bezeichnung für die Sowjetunion. Reagan verwendete ihn zum ersten Mal in einer Rede am 8. März 1983 an die National Association of Evangelicals in Orlando, Florida.

## Evil-Empire-Rede

### Urheberschaft und Erstverwendung des Ausdrucksevil empire
Der Ausdruck „Reich des Bösen“ soll von Reagans Redenschreiber Anthony R. Dolan für den Entwurf der Orlando-Rede vom 8. März 1983 (später als „Evil Empire Speech“ bekannt geworden) geschaffen worden sein. Dolan hatte demnach den Ausdruck in dem von ihm geschriebenen Absatz der Rede benutzt, der der Evil Empire Speech ihren Namen gegeben hatte. Der Evil-Empire-Absatz der über-30-minütigen Orlando-Rede war deren Kernstück und stellte mit 72 Wörtern den längsten Satz der Rede dar.
Nach Geiko Müller-Fahrenholz (2003) stammt Reagans Metapher von der Sowjetunion als Reich des Bösen von Hal Lindsey, einem der geistlichen Berater Reagans.

Galerie: Ronald Reagans Evil-Empire-Rede (National Archives, Ronald Reagan Presidential Library and Museum)
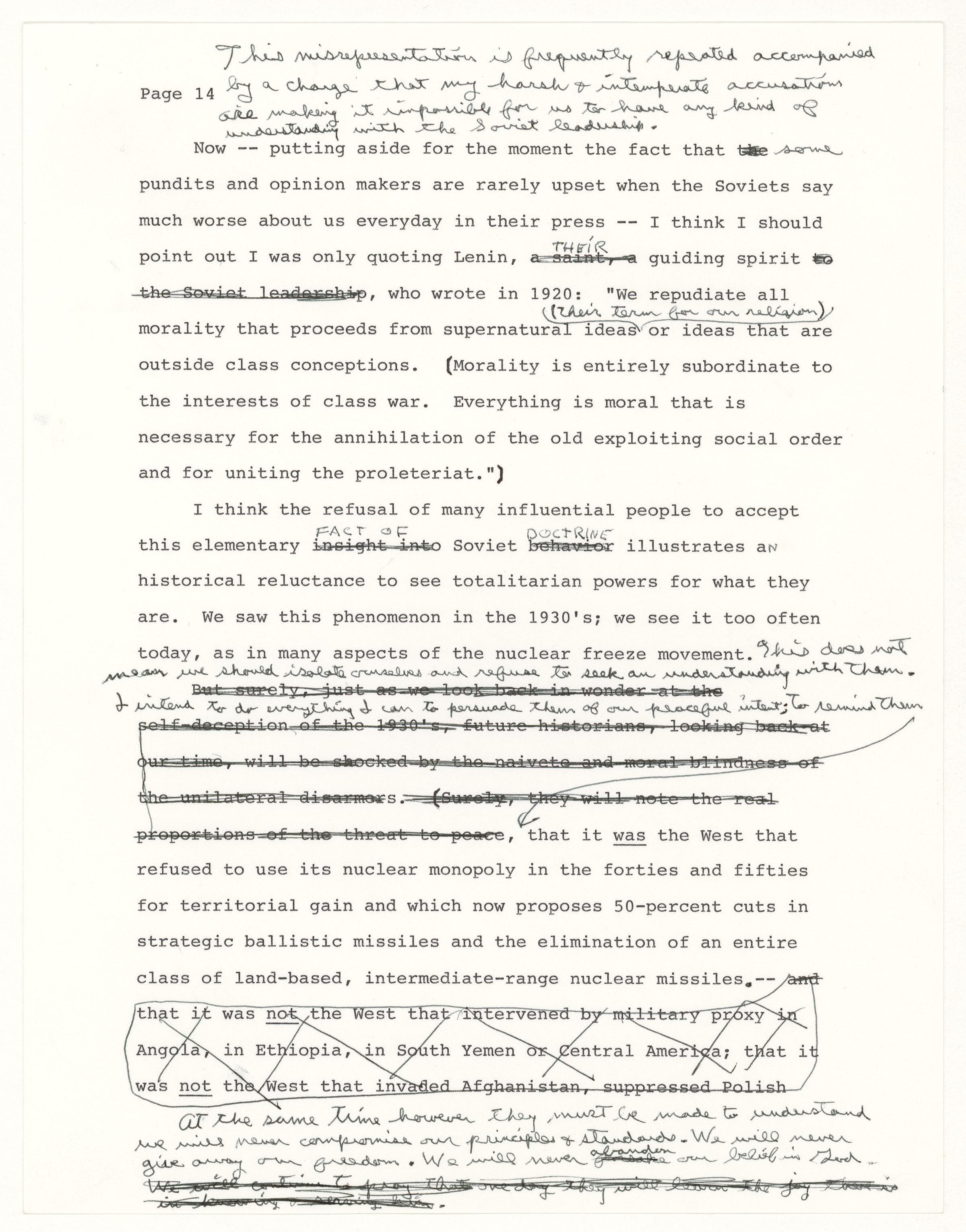
Seite 14
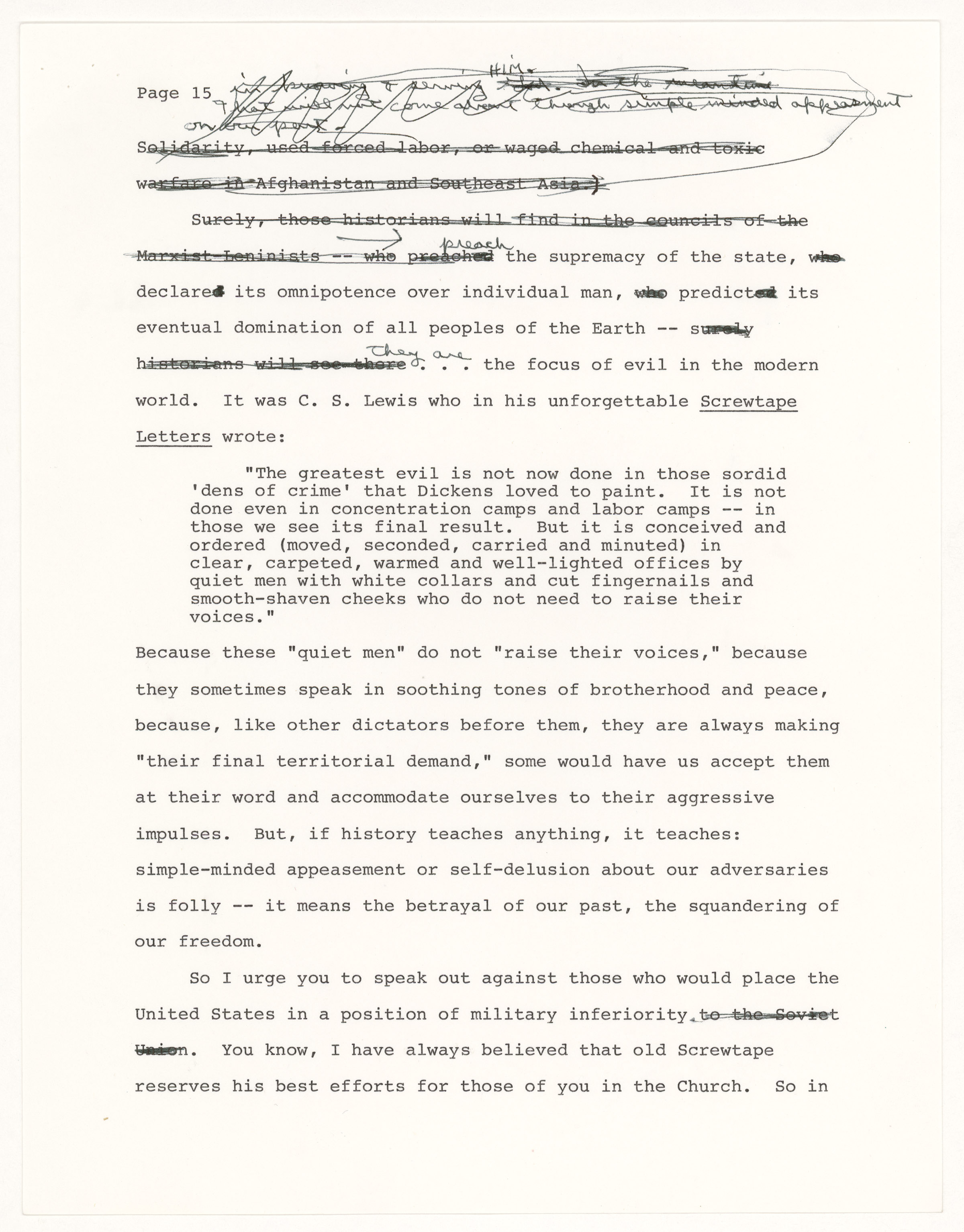
Seite 15
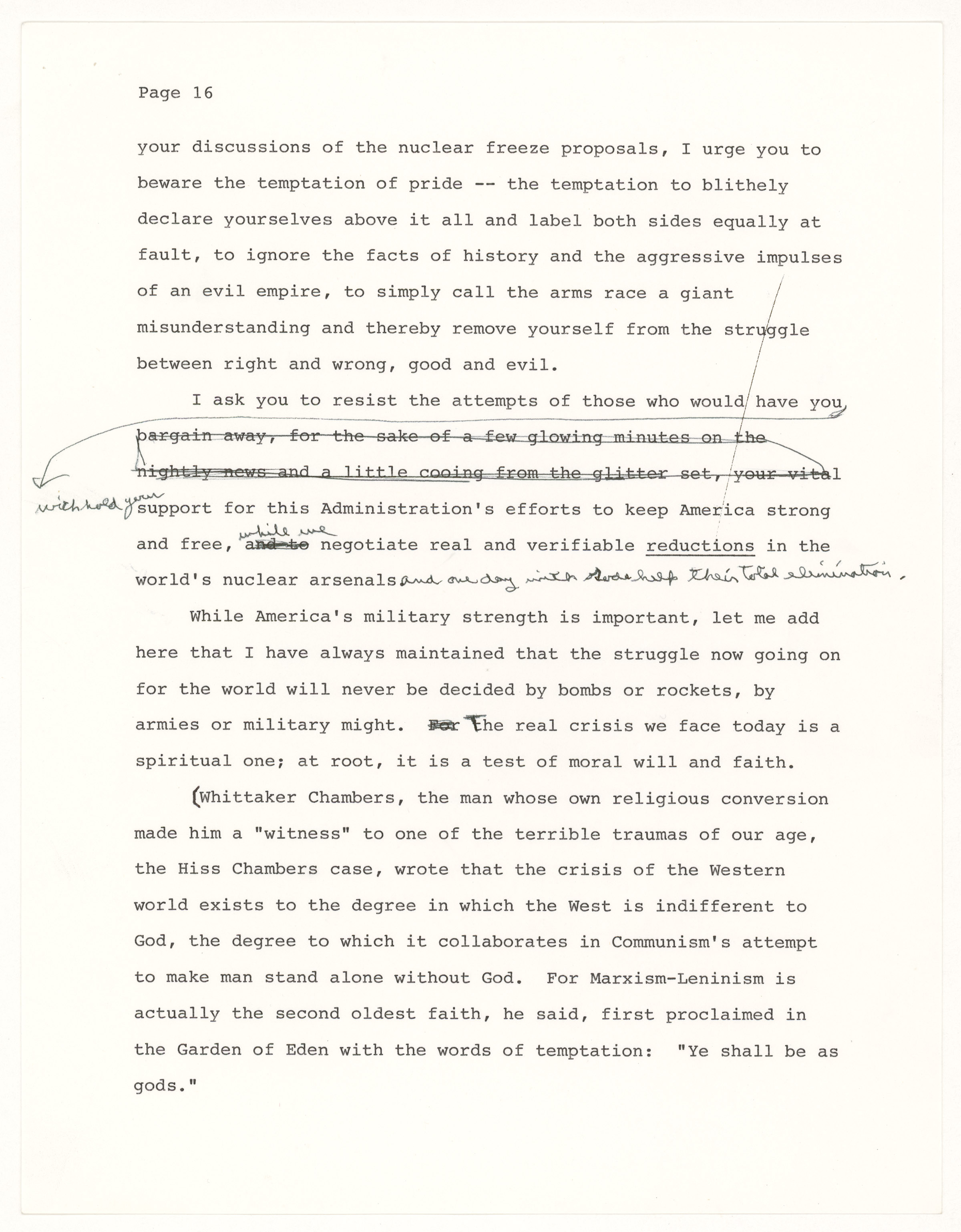
Seite 16

### Außenpolitischer Kontext
Anfang 1983 hoffte eine weltweite Friedensbewegung noch, die Stationierung neuer US-amerikanischer Mittelstreckenwaffen in Europa zu verhindern. Diese Pershing II-Raketen wurden von der Sowjetunion als besonders gefährlich angesehen, weil ihre geplante Stationierung in Europa die Möglichkeit eines Schnellangriffs gegen die sowjetische Führung in Form eines sogenannten „Enthauptungsschlags“ eröffnete. Ihre Flugzeiten wurden vom russischen Nachrichtendienst KGB fälschlicherweise auf lediglich vier bis sechs Minuten eingeschätzt. Da ein derart schneller Nuklearangriff der Sowjetführung keine Zeit mehr gelassen hätte, ihrerseits gemäß der Logik der gegenseitigen Abschreckung sofort einen „Vergeltungs“- oder Gegenschlag einzuleiten, befürchtete die sowjetische Führung, jegliche Abschreckungsfähigkeit zu verlieren.
In dieser Situation attackierte Ronald Reagan, der nach seinem Amtsantritt als US-Präsident die Abrüstungsgespräche beendete, in seiner aufsehenerregenden Rede zwei Tage nach den Bundestagswahlen im März 1983 vor einem Predigerkongress die Sowjetunion in einer dramatischen Verschärfung des Tons als „Reich des Bösen“, mit dem es keine Koexistenz geben könne, rief zu einem weltweiten „Kreuzzug“ gegen den Kommunismus auf und kündigte am 23. März 1983 im Fernsehen das US-amerikanische SDI-Programm an, welches einen im Weltraum installierten Schutzschild gegen Interkontinentalraketen schaffen sollte, der den USA einen ungestraften nuklearen Erstschlag ermöglicht hätte, damit das Ende des „Gleichgewichts des Schreckens“ bedeutet und den ABM-Vertrag von 1972 in Frage gestellt hätte und Angst vor einem Dritten Weltkrieg schürte.
Im Evil-Empire-Absatz seiner Rede in Orlando am 8. März 1983 forderte Reagan die evangelikalen Minister auf, sich gegen ein „nukleares Freeze“ zu stellen. Das „nukleare Freeze“ hätte im zum Westen gehörenden Teil Europas die Aufstellung nuklear bestückter Raketen verhindern können, die nach Reagans Willen sowjetischen Raketen in Osteuropa entgegengestellt werden sollten.
Zugleich lieferten die USA unter Reagan jeder Guerilla-Bewegung Waffen, die gegen den Sozialismus kämpfte (wie in Afghanistan, Angola oder Nicaragua), fielen 1983 in Grenada ein und Reagan begann gegenüber der Sowjetunion eine Art psychologischer Kriegführung. Auch der Ausdruck „Reich des Bösen“ wird in diesen Zusammenhang gestellt und soll im Rahmen des Kalten Krieges als ein Teil der Propaganda zum Zwecke der psychologischen Kriegführung gedeutet werden können.
Die Dämonisierung anderer Staaten war in der Reagan-Administration keine neue Erscheinung der US-Politik. Die Bezeichnung der Sowjetunion als „evil empire“ wie auch die als „totalitarian evil“ gilt jedoch als Beispiel dafür, dass unter Reagan außenpolitische Themen deutlicher als Kampf zwischen „Gut und Böse“ in einer dichotomischen Welt betrachtet wurden, als es unter den vorherigen US-Regierungen der Fall gewesen war.

## Religiös-semantischer Hintergrund
Im Hintergrund der Bezeichnung Reich des Bösen ist der US-amerikanische Dispensationalismus zu sehen. Dort findet sich eine ausgeprägte Harmagedon-Theologie, zu deren Vertretern beispielsweise Hal Lindsey gehört. Diese Theologie, in der die Apokalyptik eine große Rolle spielt, sieht im gegenwärtigen Zeitgeschehen Anzeichen für einen bevorstehenden endgültigen Kampf zwischen Gut und Böse. Diese Theologie hatte schon unter Ronald Reagan und später auch unter George W. Bush (Achse des Bösen) Einfluss auf die US-amerikanische Politik.
Die bekannten Formulierungen von der Sowjetunion als „einem Reich des Bösen“ von Ronald Reagan oder von der „Achse des Bösen“ und den „Feinden der Freiheit“ von George W. Bush gelten als Belege dafür, dass der Aufbau verschwörungstheoretisch aufgeladener Positionszuweisungen in good guys and bad guys zum Standardrepertoire evangelikal beeinflusster US-Politiker im Rahmen einer offenkundig gewaltbereiten Semantik gehört.
Der von Reagan verwendete Begriff Reich des Bösen kann als Teil einer spezifischen religiösen Semantik gesehen werden, die als hauptverantwortlich für einen bedeutenden Mobilisierungserfolg innerhalb des evangelikalen Lagers in den USA gilt. Die „Neue Christliche Rechte“ in den USA verfolgt damit als Ziel die faktische Etablierung ihrer Organisationsmacht in der politischen Kultur der USA und stellt ein prominentes Beispiel für eine religiös motivierte, sakrifizielle Durchsetzungsstrategie im politischen Raum dar. Die „Neue Christliche Rechte“ in den USA, die aus einem Wählerbündnis von vier dominanten Strömungen der weißen US-amerikanischen Evangelikalen besteht (Fundamentals, Pfingstler, Charismatiker sowie Neo-Evangelikale), mobilisierte mit Stand von 2004 25 Prozent des US-amerikanischen Wählerspektrums und verfolgt ein Handlungsprogramm, das die Legitimation ihrer Durchsetzungsinteressen aus einer sakrifiziell aufgebauten Argumentation bezieht.

### Historischer Zusammenhang
In den 1970er Jahren begann ein strategischer Wandel vom expressiven Protest zur instrumentellen Etablierung in das politische Establishment, als dessen auslösendes Ereignis die Wahl des bekennenden Baptistenpredigers James Earl (Jimmy) Carter zum Staatspräsidenten der USA angesehen werden kann, der als Mitglied der Demokratischen Partei auch für liberale Werte oder Interessen stand. Die Politstrategen der Konservativen erkannten das Mobilisierungpotenzial der moral issues wie Kampf gegen Homosexualität, Abtreibung und Pornografie, Schutz der Familie, Wiedereinführung des Schulgebetes und strebten mit Hilfe evangelikaler Wählerschaften Wahlerfolge an.
Bereits in den 1970er Jahren gelang es den Predigern der Evangelikalen mit Hilfe von Formeln, die in Verwandtschaft zum Begriff Reich des Bösen stehen, wie „Soldaten Gottes“, „Armee der moralischen Aktivisten“ oder „Tempelvertreibung“ (gemeint ist die Vertreibung der Liberalen aus der US-Regierung), das christlich-fundamentalistische Lager zu mobilisieren. Offene Opferaufrufe forderten die „Gläubigen“ auf, ihre persönlichen Ressourcen für den „guten Kampf“ einzusetzen. Prostituierte, Homosexuelle, Ehebrecher, Kriminelle, Kommunisten und andere „Gottlose“ wurden als der Strafbarkeit eines strafenden Gottes unterstellt erklärt. Die Veröffentlichungen der Fundamentalisten bedienten sich einer Reinheitssemantik, die nach dem Urteil Franz J. Hinkelammerts „ihresgleichen an Primitivität und Verleumdung, an Hass und Aufforderung zur Gewalt nur in der antisemitischen Literatur“ der ersten Hälfte des 20. Jahrhunderts hatte. Seit dem Erfolg der 1979 gegründeten Moral Majority fungierten die breitenwirksamen christlichen Endzeitprediger in den USA als politisches Sprachrohr fundamentalistischer Kreise. Ihre Geschichtsprophetie zielte auf eine „letzte Schlacht um Gottes Reich“ ab und setzte rhetorisch eine Weltverschwörung durch Kommunisten, säkulare Humanisten, Friedensaktivisten, sogenannte „Perverse“ (besonders Homosexuelle), liberale Christen, Katholiken, UNO, Europa oder später in erster Linie durch den Islam voraus. Im Gründungsmanifest von Moral Majority hieß es, die USA sollten moralisch „sauber“ werden, die „Unreinen“ müssten daher ausgemerzt werden.
Millenarismus, Kreationismus und Dispensationalismus und die mit diesen ideologischen Bekenntnissen verbundenen Endzeiterwartungen erreichten bis heute in der US-amerikanischen Kultur im Vergleich zu europäischen Maßstäben hohe Popularität. Die verkaufsstarken Romane von Hal Lindsay oder Timothy LaHaye gelten als sehr gutes Beispiel dafür, dass es den evangelikalen Eliten gelang, apokalyptische Vorstellungen aus den Kirchen in die Populärkultur zu transportieren. Lindsay verbreitete Anfang der 1970er Jahre sein Buch The Late Planet Earth (Titel in deutscher Übersetzung von 1971: Alter Planet Erde wohin? Im Vorfeld des Dritten Weltkrieges), das bis 1990 in 91 Auflagen erschien, in Supermärkten und Flughäfen auslag, über 28 Millionen Mal verkauft wurde und bis in die höchsten Regierungskreise der Reagan-Administration Einfluss entfaltete.
Durch ihre massenmediale Wirkung äußerst einflussreiche Fernsehprediger wie Jerry Falwell, Pat Robertson oder Timothy LaHaye erkannten, dass die Unzufriedenheit ihrer aus religiöser Überzeugung im Protestantismus unpolitisch geprägten „Gläubigen“ in den ausgehenden 1970er Jahren über die moralischen Verhältnisse in den USA so hoch war, dass ein religiös motivierter Widerstand Erfolg versprach. Es kam zu einer auf wirksame Durchsetzung hin angelegten Politikstrategie mit einer Synthese von operativ-professionellen Neokonservativen mit ihrem Know-how im Rechts-, Kampagnen- und Lobbying-Bereich und kommunikativ-professionellen Evangelikalen mit ihrem Know-how im Deutungs- und Rekrutierungsbereich, die etwa ab 1979 ein zunehmend potentes Wählerbündnis schuf, das vor allem mittels der religiösen Semantik maßgeblich zur Präsidentschaft von George W. Bush beitrug und damit seinen bis dahin größten Durchsetzungserfolg erzielte.

### Ideologischer Hintergrund
Der von den evangelikalen Reflexionseliten genutzte Machtdurchsetzungsdiskurs ging vom Bewusstsein einer tiefen moralischen Krise der USA aus. Die 1960er und 1970er Jahre mit der voranschreitenden soziokulturellen Liberalisierung (Aufwertung der Stellung der Frau sowie der „schwarzen“ Bürgerrechtsbewegung, Legalisierung der Abtreibung, Verbot des Schulgebets u. a.) wurden von vielen konservativen Protestanten als „Trauma“ erlebt. Sie empfanden ihre Situation als marginalisiert und bedienten sich bei der Suche nach semantischen Möglichkeiten der Krisenbewältigung eines „Sündenbockmechanismus“. Als Lösungsweg aus der von ihnen diagnostizierten Krise der „Kultur des Lebens“ sahen sie die Niederwerfung der als Sündenbock mythisierten „unamerikanischen“ Liberalen an. Liberale und Evangelikale kämpften schließlich nicht mehr um den Streitgegenstand selbst, sondern hoben den Konflikt auf eine höhere Ebene, indem sie sich in das Verhältnis zum Gegner setzten und auf dieser Ebene Veränderungen forderten. Es kam zur verschwörungstheoretischen Sündenbockprojektion, mit Hilfe derer sich das ursprünglich sehr heterogene evangelikale Lager auf Grundlage des sakrifiziellen Krisenbewusstseins vereinigte. Die Sündenbockprojektion des evangelikalen Lagers suggerierte, das liberale Establishment, insbesondere der Supreme Court und die Bundesregierung, die öffentlichen Schulen, Universitäten, Gewerkschaften und Medien hätten sich verschworen, um die christliche Mission auszuhebeln und in einen Humanismus aufzulösen.
Für die rhetorische und praktische Bereitschaft zur Gewalt der Ideologie kann – trotz unterschiedlicher eschatologischer Geschichtsinterpretation der verschiedenen evangelikalen Strömungen – der zumindest begünstigende Einfluss der Theorien des Millenarismus (akute Endzeiterwartung, die bestimmte biblische Texte als wortwörtliche Deutung für die politische und gesellschaftliche Gegenwart heranzieht) und des Dispensationalismus als mitverantwortlich gesehen werden. Die auf das „Ende“ der Welt hin ausgerichtete Interpretation des Millenarismus verbindet sich mit Vorstellungen vom „Anfang“ im Kreationismus (dessen Datierung ebenfalls aus der Bibel hergeleitet wird) und leitet daraus die „Wiederkunft Christi“ als unmittelbar bevorstehend ab, unterstützt durch den Dispensationalismus, der ähnlich wie der Millenarismus die Absicht verfolgt, die „Wiederkunft Christi“ abzuleiten, indem an der unmittelbaren Gegenwart Zeichen des „Endes“ abgelesen werden. Die in den Veröffentlichungen der Fundamentalisten verwendete Reinheitssemantik mit ihrer Aggression gegenüber den „Gottlosen“ wird legitimiert, indem mit Hilfe von geschichtstheologischen Modellen eine „Entgeschichtlichung“ (Matthias Sellmann, 2007) der Gegenwart betrieben wird. Mit Legitimationsmythen wie dem Millenarismus oder der Figur des american destiny maskierten sie die Gewaltförmigkeit des eigenen Vorgehens. Die Opfer ihres Vorgehens werden zu Opfern des „strafenden Gottes“ umgedeutet. Die Gegenwart wird als metaphysisches Strafgericht und die selbst initiierte Gewalt als ausführende Werk „Gottes“ bewertet. Die ideologische Bestätigung der Staatsmacht begründen sie nicht aus der demokratischen Partizipation der Bürger, sondern durch eine metaphysische Repräsentationsfigur. Franz J. Hinkelammert schrieb über evangelikale Demagogen in den USA 1989, der Fundamentalismus sei „wohl die wichtigste Denkform, die der Zerstörung einen positiven Sinn abgewinnen kann“, da „jede Katastrophe“ nach dem „fundamentalistischen apokalyptischen Denken“ als „Zeichen der Zeit“ gesehen werde, „das die Wiederkunft Christi ankündigt“. Der Fundamentalismus sei daher „auch wohl die einzige, viele Menschen bewegende Ideologie, die dem Atomkrieg einen Sinn abgewinnt. Als Atom-Armageddon wird er als Hoffnungszeichen in die Sicht der Zukunft aufgenommen. Wo alles zerstört wird, da wird alles gut.“
Die radikalen Apokalyptiker sind zwar nicht repräsentativ für das gesamte fundamentalistische Spektrum, spielen jedoch bei der Politisierung der vielgestaltigen fundamentalistischen Szene im Dienste der Republikaner oder der Neokonservativen eine zentrale Rolle. Die meisten Führer der christlichen Rechten bekennen sich zu Endzeitspekulationen vom Armageddon-Typ. 
Hal Lindseys Bestseller „The Late Planet Earth“ übte maßgeblichen Einfluss auf andere Endzeitautoren aus und kann im Zusammenhang einer schmittschen Freund-Feind-Logik gesehen werden. Nach diesen Vorstellungen offenbart die Bibellektüre den Evangelikalen zeitliche Vorstufen der Apokalypse: Terroranschläge, Umweltkatastrophen oder Hungerkrisen und ihre Opfer werden demnach nicht als humanitäre Herausforderungen angesehen, sondern als wichtige Bestätigungen der Geschichtsdeutung. Ein Vorwurf gegenüber dieser Ideologie lautet, dass die eschatologischen Texte faktisch das Ziel verfolgen, die eigene Gewaltaffinität zu verschleiern. Diese Vorstellungen stützen zudem den US-amerikanischen Messianismus. Auch propagieren sie eine Militanz in der Durchsetzung der als „wahr“ empfundenen US-amerikanischen Interessen und definieren die USA in einer Erfahrung des chosen triumph, also als Erbfolger von historischen, vor allem aber moralischen Gewinnern. Ein Vorwurf lautet, dass sich daraus ein manichäischer Dualismus ergibt, der kein Reflexionsvermögen für eigene Unzulänglichkeiten entwickelt, sondern apriorisch von der Richtigkeit und Machbarkeit der eigenen Pläne überzeugt ist. Die „Erwählten“ ständen nach dieser Weltanschauung den „Bösen“ gegenüber, während die „Erwählten“ dadurch definiert würden, ob oder wie sie sich zu den USA positionierten.
Nachdem Reagan im März 1983 vor dem evangelikalen Publikum die Sowjetunion als „evil empire“ identifiziert hatte, zitierte die Frankfurter Rundschau Ende Oktober 1983 unter der Überschrift „Der Einfluss der Propheten“ den Washingtoner Lobbyisten Thomas Dine, Geschäftsführer eines für gute Beziehungen zwischen den USA und Israel werbenden Komitees, der sagte, Reagan halte es für durchaus möglich, dass sich die Welt gemäß der Offenbarung des Johannes dem Jüngstes Gericht und der „Entscheidungsschlacht von Armageddon zwischen Gut und Böse“ nähert. Reagan habe am 18. Oktober 1983 zu ihm gesagt: „Wie Sie wissen, gehe ich immer wieder auf Eure alten Propheten im Alten Testament und auf die Anzeichen zurück, die Armageddon ankündigen. Ich ertappe mich dabei, dass ich mich frage, ob wir die Generation sind, die erlebt, wie das auf uns zukommt. Ich weiß nicht, ob Sie in letzter Zeit eine dieser Prophezeiungen wahrgenommen haben. Aber glauben Sie mir, sie beschreiben ganz gewiss die Zeit, die wir jetzt erleben.“

### Spätere Entwicklungen im Sprachgebrauch der US-Führung
Die manichäisch-dichotomische Sprache, die die Welt in „Gut und Böse“ einteilt, sich dabei einer simplifizierenden Bildsprache bedient und generell als Ausdruck einer für die USA typischen Form der säkularisierten Religionssprache aufgefasst werden kann, stellte später in konzentrierter Form und Deutlichkeit einen essentiellen Aspekt der Rhetorik von George W. Bush dar. In diesen Zusammenhang fügte sich Bushs Metapher der „Achse des Bösen“ passend ein, wie Bush sie in seiner Rede zur Lage der Nation 2002 präsentierte. Bush erinnerte mit der damit vorgenommenen Gleichsetzung des Iran, des Irak und Nordkoreas sowohl an den Begriff „Achsenmächte“ des Zweiten Weltkriegs als auch an Reagans „evil empire“.
Bush sprach auch in Bezug auf den „Kampf gegen den internationalen Terrorismus“ von einem „Konflikt zwischen Gut und Böse“ und von „moralischer Wahrheit“ und verwendete den Begriff „Achse des Bösen“ nicht für geografisch oder politisch kohärente Staaten, sondern zur unmissverständlichen Klarstellung, wer in der offiziellen US-Außenpolitik der zu bekämpfende Feind sei. Die rhetorische Finalisierung dieses Kampfes als Sieg der USA über den Terrorismus drückte Bush mit den Worten aus: „Ich glaube daran, dass das Gute über das Böse triumphieren wird.“

## Reaktionen und weiterer Verlauf
Reagans Rede vor fundamentalistischen Christen in Orlando (Florida) im März 1983, in der er die Sowjetunion in apokalyptischer Metaphorik als „Reich des Bösen“ bezeichnete, erregte weltweit Aufsehen und Besorgnis.

### Reaktionen in den USA und im Westen
Reagans simplifizierende Beschreibung der Weltlage als ewig-währender Kampf zwischen „Gut und Böse“ und die von führenden US-Wissenschaftlern als technisch nicht praktikabel angesehenen SDI-Pläne der Reagan-Administration führten in der Öffentlichkeit zu Spott und dem Vergleich mit George Lucas Sternenkriegs-Saga Star Wars.
Die 1980 entstandene Nuclear-freeze- oder Freeze-Bewegung, deren Kernforderung an die USA und die Sowjetunion war, „ein gegenseitiges Einfrieren (freeze) zu praktizieren für Tests, Produktion und Stationierung nuklearer Waffen und Raketen sowie für neue Flugzeuge, die hauptsächlich dazu bestimmt sind, Atomwaffen zu transportieren“, und der Reagan mit seiner Rede hatte begegnen wollen, blieb im Jahr 1983 weiterhin populär. Am 3. Mai 1983 stimmte die katholische Bischofskonferenz der Vereinigten Staaten einem Hirtenbrief für einen nuklearen „freeze“ und gegen die Aufstellung von nuklearen Mittelstreckenraketen im zum Westen gehörenden Europa gegen die sowjetischen SS-20 zu.

### Reaktionen in der Sowjetunion
Reagans pathetische Rhetorik soll vom gealterten und von schwerer Krankheit gezeichneten sowjetischen Staatschef Juri Andropow und vom Politbüro der KPdSU wörtlich genommen worden sein. Andropow rechnete demnach fest mit einem US-amerikanischen Überraschungsangriff, der Reagan – wie dieser selbst angedeutet hatte – einen Platz in den Geschichtsbüchern als Feldherr des „Dritten Weltkriegs“ sichern sollte.
In Moskau schrieb die sowjetische Nachrichtenagentur TASS, der Ausdruck „evil empire“ zeige, dass der US-Präsident „nur in Kategorien der Konfrontation und eines kriegerischen, wahnwitzigen Anti-Kommunismus“ denken könne.

### Weiterer Verlauf im nuklearen Rüstungskontext
Am 20. November 1983 strahlte die ABC den Fernsehfilm The Day After – Der Tag danach über die Auswirkungen eines fiktiven Nuklearangriffs auf die US-amerikanische Stadt Kansas City aus, der bei geschätzten 100 Millionen US-amerikanischen Zuschauern Emotionen auslöste. Zwei Tage später stimmte der deutsche Bundestag gegen laute Proteste mit 286 zu 226 Stimmen für die Erlaubnis, US-amerikanische Pershing-II-Raketen und Marschflugkörper (Cruise-Missiles) in der Bundesrepublik Deutschland zu stationieren. Am folgenden Tag brach die Sowjetunion die Verhandlungen zur Rüstungskontrolle in Genf ab. Am 30. Dezember 1983 waren die ersten Raketen in der Bundesrepublik Deutschland einsatzbereit.
Im Jahr 1984, einem Jahr mit Präsidentschaftswahlen, wurde die Debatte in den USA mit erhöhter Erregung geführt. Reagan wurde wiedergewählt und begann seine zweite Amtszeit im Januar 1985. Am 11. März 1985 übernahm Michail Gorbatschow die Führung in der Sowjetunion, die Rüstungsgespräche wurden 1986 wieder aufgenommen, kamen im Oktober ins Stocken und wurden 1987 fortgesetzt, nachdem Gorbatschow seine Politik der Glasnost (Offenheit) und Perestroika (Umbau) in der Sowjetunion verkündet hatte. Am 8. Dezember 1987 trafen sich Reagan und Gorbatschow in Washington zur Unterzeichnung eines Abkommens zur Zerstörung aller Mittel- und Kurzstreckenraketen in Europa, das das erste Abkommen zur Reduktion von nuklearen Waffenarsenalen darstellte.
Ein Jahr nach der Unterzeichnung des Vertrags zur Beseitigung der Mittelstreckenwaffen im Dezember 1987 erklärte Reagan in Moskau, seine Beschreibung der Sowjetunion als „Reich des Bösen“ stamme aus einer anderen Zeit und Welt.

## Trivia
Die US-amerikanische Gruppe Rage Against the Machine benannte ihr zweites Album nach Ronald Reagans Bezeichnung.

## Zitate
“Yes, let us pray for the salvation of all of those who live in that totalitarian darkness–pray they will discover the joy of knowing God. But until they do, let us be aware that while they preach the supremacy of the State, declare its omnipotence over individual man, and predict its eventual domination of all peoples on the earth, they are the focus of evil in the modern world. [...] So, I urge you to speak out against those who would place the United States in a position of military and moral inferiority. [...] So, in your discussions of the nuclear freeze proposals, I urge you to beware the temptation of pride–the temptation of blithely declaring yourselves above it all and label both sides equally at fault, to ignore the facts of history and the aggressive impulses of an evil empire, to simply call the arms race a giant misunderstanding and thereby remove yourself from the struggle between right and wrong and good and evil. [...] I ask you to resist the attempts of those who would have you withhold your support for our efforts, this administration’s efforts, to keep America strong and free [...]. While America’s military strength is important, let me add here that I’ve always maintained that the struggle now going on for the world will never be decided by bombs or rockets, by armies or military might. The real crisis we face today is a spiritual one; at root, it is a test of moral will and faith. [...]”

„[...] Ich appelliere an Sie, Ihre Stimme gegen jene zu erheben, die die Vereinigten Staaten in eine Position militärischer und moralischer Unterlegenheit bringen wollen. [...] Ich rufe Sie auf, sich in Ihren Diskussionen über die Vorschläge für ein nukleares Freeze vor der Versuchung des Stolzes zu hüten – vor der Versuchung, sich unbekümmert als über dem Ganzen stehend zu erklären und beide Seiten als gleichermaßen schuldig zu bezeichnen, die Tatsachen der Geschichte und die aggressiven Antriebskräfte des Reichs des Bösen zu ignorieren, den Rüstungswettlauf einfach ein gigantisches Mißverständnis zu nennen und sich auf diese Weise aus dem Kampf zwischen Richtig und Falsch, zwischen Gut und Böse zurückzuziehen. [...] Ich bitte Sie, den Versuchen jener Leute zu widerstehen, die Sie davon abhalten wollen, unsere Anstrengungen, die Anstrengungen dieser Regierung zu unterstützen, Amerika stark und frei zu erhalten [...] Amerikas militärische Stärke ist wichtig. Aber lassen Sie mich hier hinzufügen: Ich habe immer daran festgehalten, daß der Kampf um die Welt, der jetzt stattfindet, niemals durch Bomben oder Raketen, durch Armeen oder militärische Macht entschieden werden wird. Die wirkliche Krise, vor der wir stehen, ist eine spirituelle. [...]“